# Kosuke Fukudome
Kosuke Fukudome (福留 孝介, Fukudome Kōsuke) (Osaki, 26 de abril de 1977) é um jogador japonês de beisebol, atualmente no Chicago Cubs. É campista direito. Na Nippon Professional Baseball, jogou pelo Chunichi Dragons de 1998 a 2007; se destacou em 2006, batendo .351 com 31 home runs e 104 RBIs, ganhando o prêmio de MVP (jogador mais valioso) da Liga Central. Pela seleção japonesa, foi medalhista de bronze nos Jogos Olímpicos de 2004 e ouro no Clássico Mundial de Beisebol de 2006. Em 11 de dezembro de 2007, se transferiu para a Major League Baseball, assinando por 4 anos com o Chicago Cubs para a temporada de 2008.